# Santa Cova (la Nou de Berguedà)
La Santa Cova és una cova del municipi de la Nou de Berguedà (Berguedà) inclosa en l'Inventari del Patrimoni Arquitectònic de Catalunya.

## Descripció
És una cova sota el penyal del Santuari de la Mare de Déu de Lurda de la Nou. La cova té fonts i piscines d'aigua, a més d'un frondós arbrat. El conjunt de la cova està fet a imitació del Santuari de Lorda de Bigorra.

## Història
El Santuari i la Cova de Lurda de la Nou foren construïts l'any 1880-1885 per iniciativa de Mossèn Antoni Comelles, capellà del Molí de la Nou, incansable propagador del culte a la Mare de Deu de la Nou. La imatge fou també perduda durant la guerra i la seva troballa respon a la tipologia general de les marededeus trobades a Catalunya.